# Hala Reprezentacyjna MTP
Hala Reprezentacyjna (Pawilon nr 3A) - hala wystawiennicza Międzynarodowych Targów Poznańskich zlokalizowana przy ul. Bukowskiej róg Roosevelta, przy wewnętrznym Placu św. Marka.

## Historia
Żelbetową, prostokątną halę wzniesiono w latach 1928-1929 według projektu Rogera Sławskiego na Powszechną Wystawę Krajową w 1929, jako wejście reprezentacyjne na tereny wystawowe. Mieściła także salę koncertową i kongresową. Charakterystyczna dla budynku jest przeszklona, wieloboczna wieża (35 metrów wysokości), która podczas PeWuKi uwieńczona została orłem w stylu art déco, zawieszonym nad rzymską cyfrą X. Fasada wyróżniała się też masywnym doryckim portykiem, za którym umieszczono alegorie malarskie Jana Piaseckiego przedstawiające Przemysł, Rolnictwo i Handel, a także scenę jednoczenia ziem polskich po zaborach. Według Szymona Piotra Kubiaka, znawcy poznańskiej architektury, forma obiektu nawiązywała do osiągnięć Augusta Perreta.
Wnętrza urządzono z dużym przepychem, licznymi zdobieniami, witrażami, a umeblowanie wykonano ze szlachetnych gatunków drewna. Zainstalowano gazony i wazy z roślinnością. Wydzielono strefy wypoczynku i specjalne aneksy wyłożone dywanami. Pawilon miał symbolizować rozmach odbudowy kraju. Właśnie w Hali Reprezentacyjnej, prezydent Ignacy Mościcki dokonał 16 maja 1929, symbolicznego otwarcia PeWuKi, przecinając wstęgę i wypuszczając białego gołębia. Uroczystość inauguracji zgromadziła około 1000 osób ze szczytów ówczesnej władzy.
Hala została odbudowana po zniszczeniach II wojny światowej, jednak pełna restauracja i przywrócenie stylu art déco nastąpiło dopiero w latach 90. XX wieku (tym razem z przestrzennym znakiem firmowym Międzynarodowych Targów Poznańskich – kulą ziemską z zaznaczonymi południkami oraz równoleżnikami i wpisaną w środek literą P).